# سوبر كاسلفينيا 4
سوبر كاسلفينيا 4 (بالإنجليزية: Super Castlevania IV)‏ (باليابانية: 悪魔城ドラキュラ) ، هي لعبة فيديو إلكترونية من إنتاج شركة كونامي سنة 1991م، وأعيد إصدراها على نظامي نينتندو وي عام 2006 ، ونينتندو وي يو عام 2013م، وهي الجزء الرابع من سلسلة كاسلفينيا.

## مصدر
1. ↑  "VC 悪魔城ドラキュラ". Nintendo of Japan. مؤرشف من الأصل في 2016-03-06. اطلع عليه بتاريخ 2013-05-05.

## وصلات خارجية
- Super Castlevania IV على موبي غيمز
- Super Castlevania IV at Votable.com